# Thore Lüthje
Thore Lüthje (* 1993 in Flensburg) ist ein deutscher Schauspieler.

## Leben
Thore Lüthje stand bereits während seiner Studienzeit viel auf der Theaterbühne. Von 2014 bis 2018 absolvierte er sein Schauspielstudium an der Hochschule für Musik und Theater in Hamburg.
Während seiner Ausbildung wirkte er in verschiedenen Inszenierungen der Theaterakademie Hamburg mit, wo er u. a. in Inszenierungen von Niels-Peter Rudolph und Daniel Hoevels auftrat. 2016 gastierte er am Thalia Theater in der Produktion Geld (nach Émile Zola, Regie: Luk Perceval), die in Kooperation mit der Ruhrtriennale entstand. Im Januar 2017 spielte er auf Kampnagel die Hauptrolle des Hans von Roggenfeld in Der gestohlene Gott von Hans Henny Jahnn (Regie: Moritz Beichl). Am Thalia Theater verkörperte er 2017 die Rolle des Florindo in Niels-Peter Rudolphs Inszenierung der Goldoni-Komödie Der Diener zweier Herren.
In der Spielzeit 2018/19 spielte er am Altonaer Theater in dem Stück Ach, diese Lücke, diese entsetzliche Lücke nach dem Roman von Joachim Meyerhoff. In der Spielzeit 2020/21 ging er mit dieser Produktion auch auf Deutschland-Tournee.
Vor der Kamera war Lüthje zunächst in der Webserie Freelancers zu sehen. Außerdem wirkte er in den Kurzfilmen Golem Effekt und All you need is love mit. Ab Juli 2020 (Folge 3133) übernahm Lütje als aus gutem Hause stammender BWL-Student und Wohnungseigentümer Simon Dahlmann, der für Aufregung in der Lüneburger Wohngemeinschaft von Vivien Palowski (Anna Mennicken) sorgt, zunächst eine der Staffelnebenrollen in der 17. Staffel der TV-Serie Rote Rosen. Von Oktober 2020 bis März 2024 gehörte er mit seiner Rolle zum Hauptcast.
Lüthje, der drei Schwestern und einen Bruder hat, lebt in Hamburg.

## Filmografie (Auswahl)
- 2018–2020: Freelancers (Webserie, Serienrolle)
- 2020: Praxis mit Meerblick – Alte Freunde (Fernsehreihe)
- 2020–2024, 2025: Rote Rosen (Fernsehserie)
- 2022: SOKO Wismar: Tod ahoi! (Fernsehserie, eine Folge)